# 13278 Grotecloss
13278 Grotecloss è un asteroide della fascia principale. Scoperto nel 1998, presenta un'orbita caratterizzata da un semiasse maggiore pari a 2,4209494 UA e da un'eccentricità di 0,1853043, inclinata di 2,05425° rispetto all'eclittica.